# Antony (futebolista)
Antony Matheus dos Santos (Osasco, 24 de fevereiro de 2000) é um futebolista brasileiro que atua como ponta-direita. Atualmente joga pelo Manchester United.

## Carreira

### São Paulo

#### Categorias de base
Nascido em Osasco, Antony ingressou no São Paulo em 2010, aos 10 anos. Em 2018, sua equipe venceu o torneio J-League Challenge no Japão e foi eleito o melhor jogador do torneio.
Após subir para os profissionais em 26 de setembro de 2018, Antony, em 2019, retornou ao Sub-20 para a disputa da Copa São Paulo de Futebol Júnior, na qual sagrou-se campeão, marcando na decisão contra o Vasco da Gama e sendo eleito craque da competição com quatro gols e seis assistências em nove partidas disputadas.

#### Profissional
No dia 26 de setembro de 2018, Antony, juntamente com Helinho e Igor Gomes foi promovido para o time principal, e assinou um contrato até setembro de 2023. O jogador fez sua estreia pela equipe profissional no dia 15 de novembro, substituindo Helinho em um empate 1–1 contra o Grêmio, válido pelo Campeonato Brasileiro.
Em 2019 foi campeão da Copa São Paulo de Futebol Júnior, marcando na decisão contra o Vasco e sendo eleito craque da competição, com quatro gols e seis assistências em nove jogos disputados.
Logo após ser campeão da Copinha, o jogador voltou ao profissional e se destacou durante o Campeonato Paulista, sendo uma das revelações da competição. Seu primeiro gol como profissional ocorreu no dia 20 de março, em partida contra o São Caetano, fora de casa, num chute de fora da área com desvio do zagueiro adversário. No entanto, o Tricolor acabou cedendo o empate em 1–1. Ao todo marcou dois gols no torneio, sendo um deles no segundo jogo da final do Paulistão, contra o Corinthians. Após um empate em 0–0 na ida, na volta o São Paulo acabou derrotado por 2–1 com gol de Vágner Love aos 44 do segundo tempo.
Durante o início do Campeonato Brasileiro de 2019, destacou-se com 2 assistências e diversas finalizações e foi convocado pealo técnico André Jardine para defender a Seleção Brasileira de Futebol Sub-23 no Torneio de Toulon, na França, onde se destacou marcando dois gols no torneio, inclusive na final contra o Japão. Depois de empate por 1–1 no tempo normal, o Brasil venceu o Japão na disputa de pênaltis.
No dia 18 de julho de 2019, São Paulo anunciou renovação do contrato de Antony até junho de 2024. Já no dia 28 de novembro, contra o Vasco, no Morumbi, pela 35ª rodada do Campeonato Brasileiro, recebeu assistência de Pablo e marcou o único gol da partida.
Com a sua convocação para ao Torneio Pré-Olímpico que seria disputado entre 18 de janeiro à 9 de fevereiro de 2020, e com a sua venda ao Ajax no dia 15 de fevereiro, Antony só estreou na temporada no dia 22 de fevereiro contra o Oeste pelo Paulistão, usando agora a camisa 11.
No dia 5 de março, Antony fez a sua estreia pela Copa Libertadores da América numa por 2–1 contra o Binacional, do Peru. Já no dia 14 de março, com a ascensão do Covid-19 no Brasil e com as paralisações, o jogador fez a sua última partida pelo São Paulo na vitória por 2–1 no clássico San-São contra o Santos. No dia 1 de julho, Antony se despediu do Tricolor.

### Ajax
No dia 15 de fevereiro de 2020, Antony foi vendido ao Ajax por 29 milhões de euros. O jogador foi apresentado ao clube, com direito à música, no dia 27 de julho. Marcou seu primeiro gol pelo time no dia 13 de setembro, na vitória por 1–0 sobre o Sparta Roterdã, em partida válida pela pela Eredivisie.
Antony fez sua estreia na Liga dos Campeões em 13 de outubro, em um empate por 2–2 contra a Atalanta, mas foi substituído por Zakaria Labyad nos acréscimos devido a um choque com o meio-campista Ruslan Malinovskyi. No dia 3 de novembro de 2.020, ele marcou seu primeiro gol na UEFA Champions League em uma partida fora de casa contra o Midtjylland em uma vitória por 2-1.
Em 2 de dezembro de 2021, Antony marcou seu primeiro doblete pelo Ajax, em uma partida da liga contra o Willem II Tilburg. Assim, contribuiu para a vitória da sua equipe por 5–0.[carece de fontes?]
No dia 28 de agosto de 2022, o Ajax anunciou a venda do jogador para o Manchester United por 100 milhões de euros (504 milhões de reais).

### Manchester United
Após longa negociação, no dia 28 de agosto de 2022, o Manchester United chegou a um acordo pela contratação do atleta. Os valores giram em torno de 100 milhões de euros (95 milhões de euros + 5 milhões de euros em variáveis) tornando Antony a maior transferência da história do futebol holandês e a segunda maior transferência da história dos Red Devils, atrás apenas de Paul Pogba (105 milhões de euros).
Fez a sua estreia e marcou seu primeiro gol no dia 4 de setembro de 2022, na vitória por 3-1 contra o Arsenal, no Old Trafford, pela Premier League 2022–23, após assistência de Marcus Rashford.
Antony fez sua melhor partida com a camisa do Manchester na temporada 2022/23, no jogo que deu a vitória por 2 a 1 sobre o Barcelona, em 23 de fevereiro de 2023, que valeu a classificação às oitavas da Europa League. Ele entrou na segunda etapa e fez o ataque do United melhorar quase que imediatamente, e ainda fez um gol belíssimo para virar o placar.
Antony terminou sua primeira temporada pelos Red Devils com 44 jogos, oito gols, três assistências, 0.25 participações por jogo e 2 gols em ligas europeias.
Em 10 de setembro, o Manchester United em comum acordo com Antony decidiram o afastamento dos treinos e jogos para que Antony resolvesse seus problemas após acusações de agressão.
Durante o começo da temporada, Antony viveu seus piores momentos no time inglês. Até dezembro de 2023, o atacante estava há mais de sete meses sem participar diretamente de gols. Tal marca negativa fez com que o brasileiro fosse muito criticado pelos torcedores dos Red Devils.
Em 28 de janeiro de 2024, em jogo da Copa da Inglaterra, Antony balançou as redes pela primeira vez na temporada. Na ocasião, contra o Newport County, o brasileiro marcou seu tento em uma goleada de 4–2 para o time de Manchester. Esse foi o primeiro gol de Antony pelo United após nove meses. O último tento tinha ocorrido contra o Nottingham Forest, na 31ª rodada da Premier League da temporada anterior, em abril de 2023.
Ao final dessa competição, o brasileiro, mesmo sem entrar em campo, venceu o troféu mais antigo do futebol após os Red Devils vencerem o Manchester City na decisão.
A época, no entanto, não foi positiva para o atacante. Seus poucos gols, e partidas abaixo das expectativas de um jogador comprado por 100 milhões de euros, trouxeram desconfiança ao atleta. Apesar do desejo do próprio de permanecer em Manchester, o clube não compartilhava dessa visão e, além de contratar outro jogador (Joshua Zirkzee) para o ataque, estava disposto a ouvir propostas por Antony assim que a janela de transferências fosse aberta.
Por conta da incerteza da sua continuidade, Antony passou a ter menos oportunidades no elenco vermelho na temporada 2024–25. Após não ser utilizado na final perdida da Supercopa da Inglaterra de 2024, o jogador fizera apenas um minuto na Premier League nas quatro primeiras partidas. O Fenerbahçe sondou o brasileiro no início de setembro, mas a equipe de José Mourinho não chegou a oferecer uma proposta pelo atacante.
Paralelo ao início sem muitos jogos na Liga, Antony esteve em campo na estreia do United na Copa da Liga Inglesa. No jogo, o brasileiro conseguiu performar positivamente e pôde ampliar o placar para 2–0 em uma cobrança de um pênalti que ele mesmo havia sofrido. Ao longo dos 90 minutos, ele viu o time vencer o Barnsley por uma goleada de 7–0.
Ao longo da mesma época, Antony tornou-se um jogador pouco utilizado por todos os três treinadores que passaram lá enquanto o brasileiro estivera disponível. Tendo pouco espaço e pouca utilidade no esquema tático do português Ruben Amorim, o jogador, em janeiro de 2025, saiu da equipe por um empréstimo de curta duração.

### Empréstimo ao Betis
No dia 25 de janeiro de 2025, Antony foi anunciado como novo reforço do Betis. Na ocasião, o jogador assinou por empréstimo até o fim da temporada. Em sua apresentação, a equipe espanhola fez um vídeo com diversas referências ao cineasta David Lynch — que havia falecido no mesmo mês.
O início de Antony no Betis foi muito bom para ele, fazendo três gols e uma assistência em quatro jogos pela equipe. Em entrevista ao canal do clube, ele citou a recepção e tratamento dos jogadores, além da confiança dada pelo técnico Manuel Pellegrini, para explicar o bom momento.

## Seleção Brasileira

### Sub-23
No dia 15 de maio de 2019, Antony foi convocado por André Jardine para a Seleção Brasileira Sub-23, para a disputa do Torneio Internacional de Toulon de 2019, no qual sagrou-se campeão, contribuindo com dois gols, sendo um deles na final, contra o Japão. O jogador seguiu sendo convocado para os amistosos durante o ano, e, no dia 15 de dezembro, foi convocado para o Pré-Olímpico.
No dia 17 de junho de 2021, foi convocado para os Jogos Olímpicos de Verão de 2020. Antony foi titular e um dos destaques da Seleção Brasileira, dando a assistência para o gol do bi olímpico, marcado por Malcom.

### Principal
No dia 24 de setembro de 2021, foi convocado por Tite para as partidas de outubro das Eliminatórias da Copa do Mundo de 2022. Antony fez a sua estreia no dia 6 de outubro, contra a Venezuela, marcando seu primeiro gol com apenas 15 minutos em campo.

### Copa do Mundo de 2022
Em 7 de novembro de 2022, o técnico Tite anunciou a convocação da Seleção para a Copa do Mundo do Qatar. Antony estava entre os convocados.
Fez sua estreia na Copa do Mundo na vitória de 2–0 da Seleção Brasileira sobre a Sérvia, em 24 de novembro, com 2 gols de Richarlison. Antony substituiu Neymar aos 32 minutos do segundo tempo, Estádio Nacional de Lusail, no Qatar. A partida foi válida pela primeira rodada do Grupo G.
Antony fez seu segundo jogo em 28 de novembro, entrando na vaga de Raphinha no segundo tempo, onde a seleção brasileira venceu a Suíça por 1–0 no Estádio 974, pela 2ª rodada do Grupo G do Mundial. O único gol do confronto foi marcado por Casemiro, no segundo tempo.
Antony jogou sua terceira partida na Copa, entrando como titular, o Brasil perdeu para Camarões, por 1–0, pela última rodada do Grupo G. Apesar da derrota, o Brasil avança em primeiro no Grupo G.

## Polêmica
Em 4 de setembro de 2023, Antony foi retirado da lista de jogadores da Seleção Brasileira para as primeiras partidas das Eliminatórias da Copa do Mundo de 2026 após a publicação de prints de conversas entre o jogador e sua então namorada. A motivação da desconvocação foi a divulgação de mensagens com ameaças do jogador à ex-namorada Gabriela Cavallin, que o acusa de agressão física.
Em 19 de agosto de 2024, a polícia de São Paulo investigou a denúncia e concluiu o inquérito sem indiciar o jogador de futebol por violência doméstica.

## Estatísticas
Atualizadas até 04 de maio de 2025.
Clubes
| Clube             | Temporada         | Campeonato nacional | Campeonato nacional | Campeonato nacional | Copa nacional[a] | Copa nacional[a] | Copa nacional[a] | Competições continentais[b] | Competições continentais[b] | Competições continentais[b] | Outros torneios[c] | Outros torneios[c] | Outros torneios[c] | Total | Total | Total   |
| Clube             | Temporada         | Jogos               | Gols                | Assist.             | Jogos            | Gols             | Assist.          | Jogos                       | Gols                        | Assist.                     | Jogos              | Gols               | Assist.            | Jogos | Gols  | Assist. |
| ----------------- | ----------------- | ------------------- | ------------------- | ------------------- | ---------------- | ---------------- | ---------------- | --------------------------- | --------------------------- | --------------------------- | ------------------ | ------------------ | ------------------ | ----- | ----- | ------- |
| São Paulo         | 2018              | 3                   | 0                   | 0                   | —                | —                | —                | —                           | —                           | —                           | —                  | —                  | —                  | 3     | 0     | 0       |
| São Paulo         | 2019              | 29                  | 4                   | 6                   | 1                | 0                | 0                | —                           | —                           | —                           | 14                 | 2                  | 0                  | 45    | 6     | 6       |
| São Paulo         | 2020              | —                   | —                   | —                   | —                | —                | —                | 2                           | 0                           | 0                           | 2                  | 0                  | 0                  | 4     | 0     | 0       |
| São Paulo         | Total             | 32                  | 4                   | 6                   | 1                | 0                | 0                | 2                           | 0                           | 0                           | 16                 | 2                  | 0                  | 52    | 6     | 6       |
| Ajax              | 2020–21           | 32                  | 9                   | 8                   | 4                | 1                | 1                | 10                          | 1                           | 0                           | —                  | —                  | —                  | 46    | 11    | 9       |
| Ajax              | 2021–22           | 23                  | 8                   | 4                   | 3                | 2                | 0                | 7                           | 2                           | 4                           | —                  | —                  | —                  | 33    | 12    | 10      |
| Ajax              | 2022–23           | 2                   | 1                   | 2                   | —                | —                | —                | —                           | —                           | —                           | 1                  | 1                  | 0                  | 3     | 2     | 2       |
| Ajax              | Total             | 57                  | 18                  | 14                  | 7                | 3                | 1                | 17                          | 3                           | 4                           | 1                  | 1                  | 0                  | 82    | 25    | 21      |
| Manchester United | 2022–23           | 26                  | 4                   | 2                   | 9                | 2                | 1                | 9                           | 2                           | 0                           | —                  | —                  | —                  | 44    | 8     | 3       |
| Manchester United | 2023–24           | 29                  | 1                   | 1                   | 5                | 2                | 1                | 4                           | 0                           | 0                           | —                  | —                  | —                  | 38    | 3     | 2       |
| Manchester United | 2024–25           | 8                   | 0                   | 0                   | 2                | 1                | 0                | 4                           | 0                           | 0                           | —                  | —                  | —                  | 14    | 1     | 0       |
| Manchester United | Total             | 63                  | 5                   | 3                   | 16               | 5                | 2                | 17                          | 2                           | 0                           | —                  | —                  | —                  | 96    | 12    | 5       |
| Real Betis        | 2024–25           | 13                  | 4                   | 4                   | 0                | 0                | 0                | 7                           | 3                           | 1                           | —                  | —                  | —                  | 20    | 6     | 5       |
| Real Betis        | Total             | 13                  | 4                   | 4                   | 0                | 0                | 0                | 7                           | 3                           | 1                           | —                  | —                  | —                  | 20    | 6     | 5       |
| Total na carreira | Total na carreira | 171                 | 37                  | 44                  | 24               | 8                | 3                | 50                          | 11                          | 4                           | 17                 | 3                  | 0                  | 259   | 52    | 45      |

- a. ^ Jogos da Copa do Brasil e Copa dos Países Baixos
- b. ^ Jogos da Copa Libertadores, Liga dos Campeões da UEFA,Liga Europa da UEFA e Liga Conferência da UEFA
- c. ^ Jogos do Campeonato Paulista e  Supercopa dos Países Baixos

### Seleção Brasileira
Abaixo estão listados todos os jogos, gols e assistências do futebolista pela Seleção Brasileira, desde as categorias de base.
Seleção Principal
| Ano               | Copa do Mundo | Copa do Mundo | Copa do Mundo | Qualificação Mundial | Qualificação Mundial | Qualificação Mundial | Amistosos | Amistosos | Amistosos | Total | Total | Total   |
| Ano               | Jogos         | Gols          | Assist.       | Jogos                | Gols                 | Assist.              | Jogos     | Gols      | Assist.   | Jogos | Gols  | Assist. |
| ----------------- | ------------- | ------------- | ------------- | -------------------- | -------------------- | -------------------- | --------- | --------- | --------- | ----- | ----- | ------- |
| 2021              | —             | —             | —             | 5                    | 1                    | 0                    | —         | —         | —         | 5     | 1     | 0       |
| 2022              | 4             | 0             | 0             | 4                    | 1                    | 2                    | 2         | 0         | 0         | 10    | 1     | 2       |
| 2023              | —             | —             | —             | —                    | —                    | —                    | 1         | 0         | 0         | 1     | 0     | 0       |
| Total na carreira | 4             | 0             | 0             | 9                    | 2                    | 2                    | 3         | 0         | 0         | 16    | 2     | 2       |

Seleção Sub–23
| Ano               | Jogos Olímpicos | Jogos Olímpicos | Jogos Olímpicos | Pré–Olímpico | Pré–Olímpico | Pré–Olímpico | Torneio de Toulon | Torneio de Toulon | Torneio de Toulon | Amistosos | Amistosos | Amistosos | Total | Total | Total   |
| Ano               | Jogos           | Gols            | Assist.         | Jogos        | Gols         | Assist.      | Jogos             | Gols              | Assist.           | Jogos     | Gols      | Assist.   | Jogos | Gols  | Assist. |
| ----------------- | --------------- | --------------- | --------------- | ------------ | ------------ | ------------ | ----------------- | ----------------- | ----------------- | --------- | --------- | --------- | ----- | ----- | ------- |
| 2019              | —               | —               | —               | —            | —            | —            | 4                 | 2                 | 0                 | 6         | 4         | 1         | 10    | 6     | 1       |
| 2020              | —               | —               | —               | 5            | 1            | 1            | —                 | —                 | —                 | —         | —         | —         | 5     | 1     | 1       |
| 2021              | 6               | 0               | 1               | —            | —            | —            | —                 | —                 | —                 | 2         | 0         | 1         | 8     | 0     | 0       |
| Total na carreira | 6               | 0               | 1               | 5            | 1            | 1            | 4                 | 2                 | 0                 | 8         | 4         | 1         | 23    | 7     | 2       |

## Títulos
São Paulo
- Salvador Cup Sub-17: 2016
- Campeonato Paulista Sub-17: 2016
- Aspire Tri-Series - Sub-17: 2017
- Copa Ouro da APF Sub-20: 2016 e 2017
- Copa RS Sub-20: 2017
- Taça Belo Horizonte: 2017
- Copa do Brasil Sub-20: 2018
- Supercopa do Brasil Sub-20: 2018
- Brasileiro de aspirantes: 2018
- Copa São Paulo de Futebol Júnior: 2019

Ajax
- Eredivisie: 2020–21 e 2021–22
- Copa dos Países Baixos: 2020–21

Manchester United
- Copa da Liga Inglesa: 2022–23
- Copa da Inglaterra: 2023–24

Seleção Brasileira
- Torneio Internacional de Toulon: 2019
- Jogos Olímpicos: 2020

### Prêmios individuais
- Melhor jogador do J-League Challenge Sub-17: 2018
- Melhor jogador da Copa São Paulo de Futebol Júnior: 2019
- Seleção do Campeonato Paulista: 2019
- Jogador do Mês da Eredivisie: dezembro de 2020
- Talento do Mês da Eredivisie: dezembro de 2021